# Ophiuche variegata
Ophiuche variegata là một loài bướm đêm trong họ Erebidae.